# Mlask zębowy
Mlask zębowy – rodzaj dźwięku spółgłoskowego występujący w językach naturalnych. W międzynarodowej transkrypcji fonetycznej IPA oznaczony symbolem: [ǀ], ponieważ mlask może mieć różnego typu „podkład” (różne typy artykulacji tylnojęzykowej), stosuje się wtedy dokładniejszą transkrypcję np. [k͡ǀ] (w dalszym ciągu znak podwójnego miejsca artykulacji (łuczek) jest pomijany).

## Artykulacja

### Opis
W czasie artykulacji podstawowego wariantu [kǀ]
- modulowany jest prąd powietrza zasysanego powstały w wyniku różnicy ciśnień wytworzonej przy grzbiecie języka wzniesionym do góry, czyli artykulacja tej spółgłoski wymaga inicjacji ustnej i ingresji (por. też mlaski).
- podniebienie miękkie jest podniesione, mamy do czynienia z artykulacją ustną,
- prąd powietrza w jamie ustnej przepływa ponad całym językiem lub przynajmniej powietrze uchodzi wzdłuż środkowej linii języka
- przednia część języka tuż za brzeżkiem kontaktuje się z tylną ścianą górnych siekaczy lub z dziąsłami, tworząc zwarcie. Równocześnie grzbiet język wznosi się stromo w kierunku podniebienia miękkiego i języczka tworząc całkowite drugie zwarcie. W powstałej komorze dochodzi do pojawienia się podciśnienia w wyniku „ssącego” ruchu języka do tyłu. Następuje przerwanie blokady zębowej, przy czym równocześnie powietrze jest zasysane do środka, co daje akustycznie charakterystyczny mlask.

### Warianty
Poza zaznaczoną już różnicą w miejscu artykulacji przedniojęzykowej możliwe są jeszcze inne konfiguracje narządów mowy.
Dalsze warianty mlasków ze względu na rodzaj „podkładu”:
- artykulacja może też się odbywać przy udziale kanału nosowego, mówimy wtedy o mlasku nosowym: [ŋǀ].
- plozji może towarzyszyć przydechem (aspiracją): [kǀʰ]
- plozji może towarzyszyć dodatkowy szum szczelinowy typu [x]: [kǀˣ]
- spółgłoska może być wymówiona dźwięcznie lub dysząco-dźwięcznie (ang. breathy voice): [ɡǀ, ɡ̈ǀ]
- spółgłoska może być wymówiona z dodatkowym zwarciem wiązadeł głosowych (glotalizacja): [kǀˀ]

Również dokładne miejsce utworzenia zwarcia tylnojęzykowego może odgrywać rolę kontrastującą.
Zobacz też:
- mlask dwuwargowy [ʘ]
- mlask boczny dziąsłowy [ǁ]
- mlask zadziąsłowy [ǃ]
- mlask podniebienny [ǂ]

## Przykłady
Przykłady mlasków w funkcji fonologicznej znajdujemy w południowoafrykańskich językach khoisan i bantu. Język !Xóõ posiada całą serię spółgłosek mlaskowych ok. 80, w tym zębowe.
W funkcji ekspresywnej mlask zębowy występuje w wielu językach, też w polskim, brzmi jak „zassane do środka c”.

## Pisownia
W ortografii języka xhosa (z rodziny języków khojsan) mlask zębowy jest reprezentowany przez grafem c, mlask przydechowy ch, mlask dyszący gc, mlaski nosowe nc, ngc, nkc.

## Terminologia
Mlask zębowy oznacza w istocie spółgłoskę o zębowym i tylnojęzykowym miejscu artykulacji. Mlask lamino-dentalny lub lamino-alweolarny.